# Daviesa gallonae
Daviesa gallonae là một loài nhện trong họ Amaurobiidae.
Loài này thuộc chi Daviesa. Daviesa gallonae được Hugh Davies miêu tả năm 1993.